# Уолтър Скот
Сър Уолтър Скот (на английски: Walter Scott) е продуктивен шотландски писател на исторически романи, известен в цяла Европа.

## Биография

### Детство и образование
Уолтър Скот е роден на 15 август 1771 година, в Единбург, Шотландия в семейство на адвокат. Поради крехкото си здраве той прекарва голяма част от детството си във фермата на дядо си, където се заражда интересът му към местните народни предания и легенди и фолклор, която го съпътства през целия му живот. 
Завършва право и става адвокат.

### Литературна дейност
Събира и издава няколко тома древни балади. Уолтър Скот чете в превод и в оригинал значителни поетични произведения на френски, италиански и немски писатели, което го подтиква към лично творчество и развива поетичния му усет. Едва по-късно през 1814 година, когато е утвърден и признат поет, Уолтър Скот издава „Уейвърли“ – първият от поредицата исторически романи. Написва множество романи, сред които „Айвънхоу“, „Кенилуърт“, „Единбургската тъмница“. Романите му повлияват на Пушкин, Достоевски, Оноре дьо Балзак, Виктор Юго. Силата на това въздействие се крие в различния тип литература, която предлага Скот: нов вид исторически роман, построен върху задълбочени проучвания и достоверно представящ отминалата епоха, според един изследовател на творчеството му, в романите на Скот има обрисувани 2836 действащи лица, включително 37 коня и 33 кучета. Според друг, подобна галерия от образи няма дори и в творчеството на Шекспир.

### Последни години
Признат за един от най-големите британски и шотландски романисти, през 1820 година Уолтър Скот получава благородническа титла.  
Той е собственик на издателска къща, с амбиции на просветител, представил на съвременниците си книги на Джон Драйдън, Даниел Дефо и Джонатан Суифт, документи, биографии, фолклор и литературни анализи.  
През 1825 година видният писател фалира и е принуден да работи усилено до смъртта си през 1832 година, за да изплати дълговете си.

## Избрана библиография

### Поеми
- Песента на последния минстрел (1805)
- Мармион (1808)
- Дамата на езерото (1810)

### Романи
- Уейвърли (Waverley) (1814)
- Роб Рой (Rob Roy) (1818)
- Ламърмурската невеста (The Bride of Lammermoor) (1819)
- Айвънхоу (Ivanhoe) (1820)
- Абатът (The Abbot) (1820) – исторически роман, посветен на Мария Стюарт
- Кенилуърт (Kenilworth) (1821)
- Пиратът (The Pirate) (1822)
- Куентин Дъруърд (Quentin Durward) (1823)
- Ричард Лъвското сърце The Talisman (1825)